# Smrčná
Smrčná är en ort i Tjeckien.   Den ligger i regionen Vysočina, i den centrala delen av landet, 110 km sydost om huvudstaden Prag. Smrčná ligger 589 meter över havet och antalet invånare är 292.
Terrängen runt Smrčná är lite kuperad, och sluttar österut. Runt Smrčná är det tätbefolkat, med 297 invånare per kvadratkilometer. Närmaste större samhälle är Jihlava, 9,2 km söder om Smrčná. I omgivningarna runt Smrčná växer i huvudsak blandskog.